# 東小金井駅

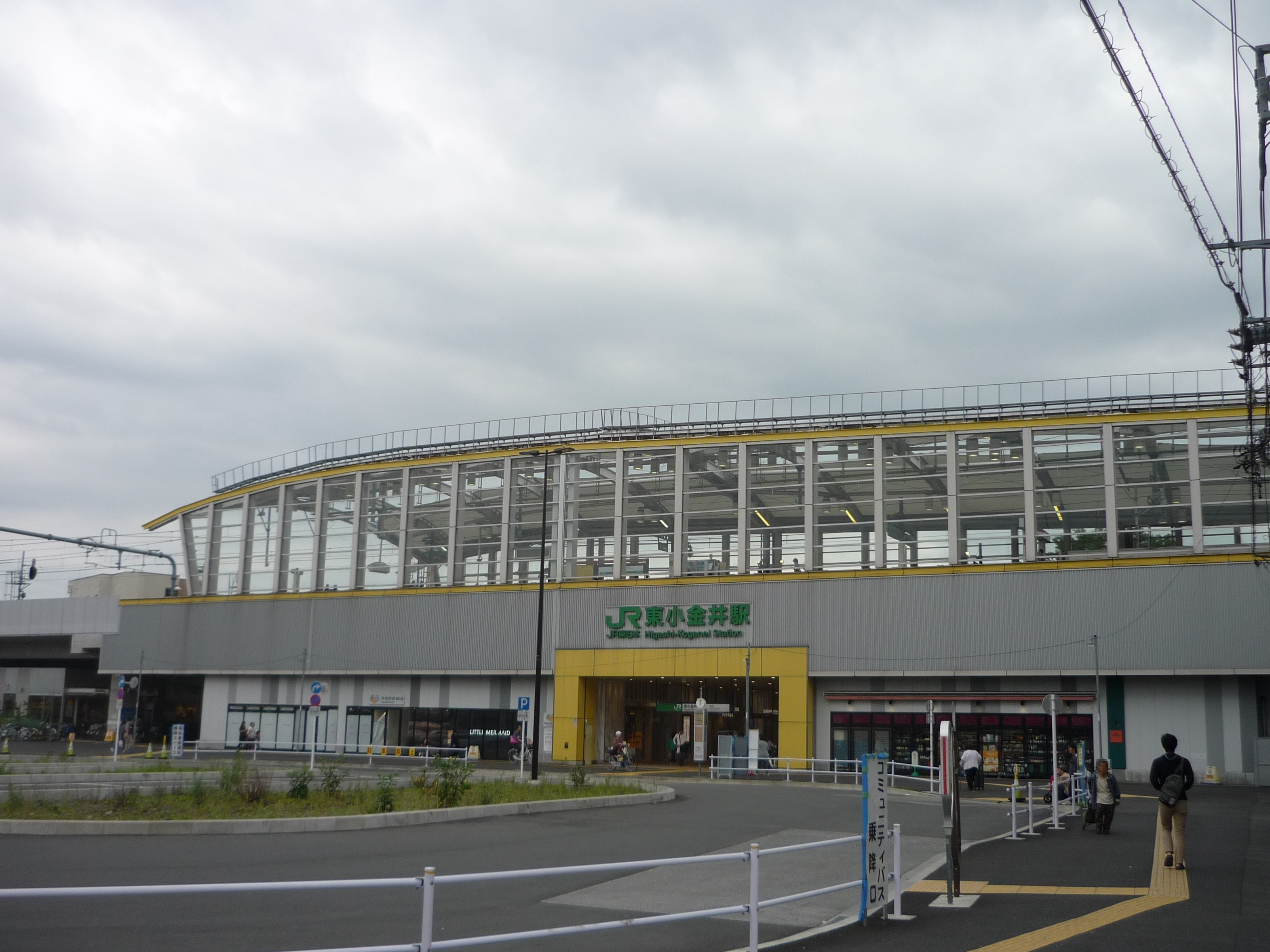
北口（2018年6月）

東小金井駅（ひがしこがねいえき）は、東京都小金井市梶野町五丁目にある、東日本旅客鉄道（JR東日本）中央本線の駅である。駅番号はJC 14。八王子支社管轄の駅。
当駅を含む区間は、運行系統上は「中央線」と案内される。運転形態の詳細については該当記事を参照のこと。

## 歴史
- 1964年（昭和39年）9月10日：日本国有鉄道の駅として開業[1]。旅客営業のみ[1]。全額地元住民負担の日本初（狭義上）の請願駅[要検証 – ノート]として誕生した[新聞 1]。
- 1965年（昭和40年）4月5日：貨物の取扱を開始[1]。
- 1978年（昭和53年）10月2日：荷物扱い廃止[1]。
- 1984年（昭和59年）12月1日：貨物の取扱を廃止[1]。ク5000形貨車を用いた自動車輸送の拠点駅だった。
- 1987年（昭和62年）4月1日：国鉄分割民営化に伴い、東日本旅客鉄道（JR東日本）の駅となる[1][3]。
- 1992年（平成4年）7月31日：自動改札機を設置し、使用を開始する[4]。
- 2001年（平成13年）11月18日：ICカード「Suica」の利用が可能となる[報道 1]。
- 2007年（平成19年）7月1日：下り線高架化[報道 2]。
- 2009年（平成21年）12月6日：上り線高架化[報道 3]、一連の高架化工事が完了。
- 2014年（平成26年）
  - 1月27日：「nonowa東小金井」が開業[報道 4]。西口改札（nonowa口）の供用開始[報道 4][新聞 2]。
  - 7月17日：「nonowa東小金井」の別館として、「HIGAKO marche」が開業[報道 5]。
- 2015年（平成27年）
  - 2月1日：早朝無人化。
  - 4月1日：業務委託化。委託先は株式会社JR中央ラインモール[報道 6]。
- 2018年（平成30年）6月30日：みどりの窓口の営業を終了[5]。
- 2021年（令和3年）7月30日：nonowa東小金井westの第一期リニューアルがオープン[報道 7]。

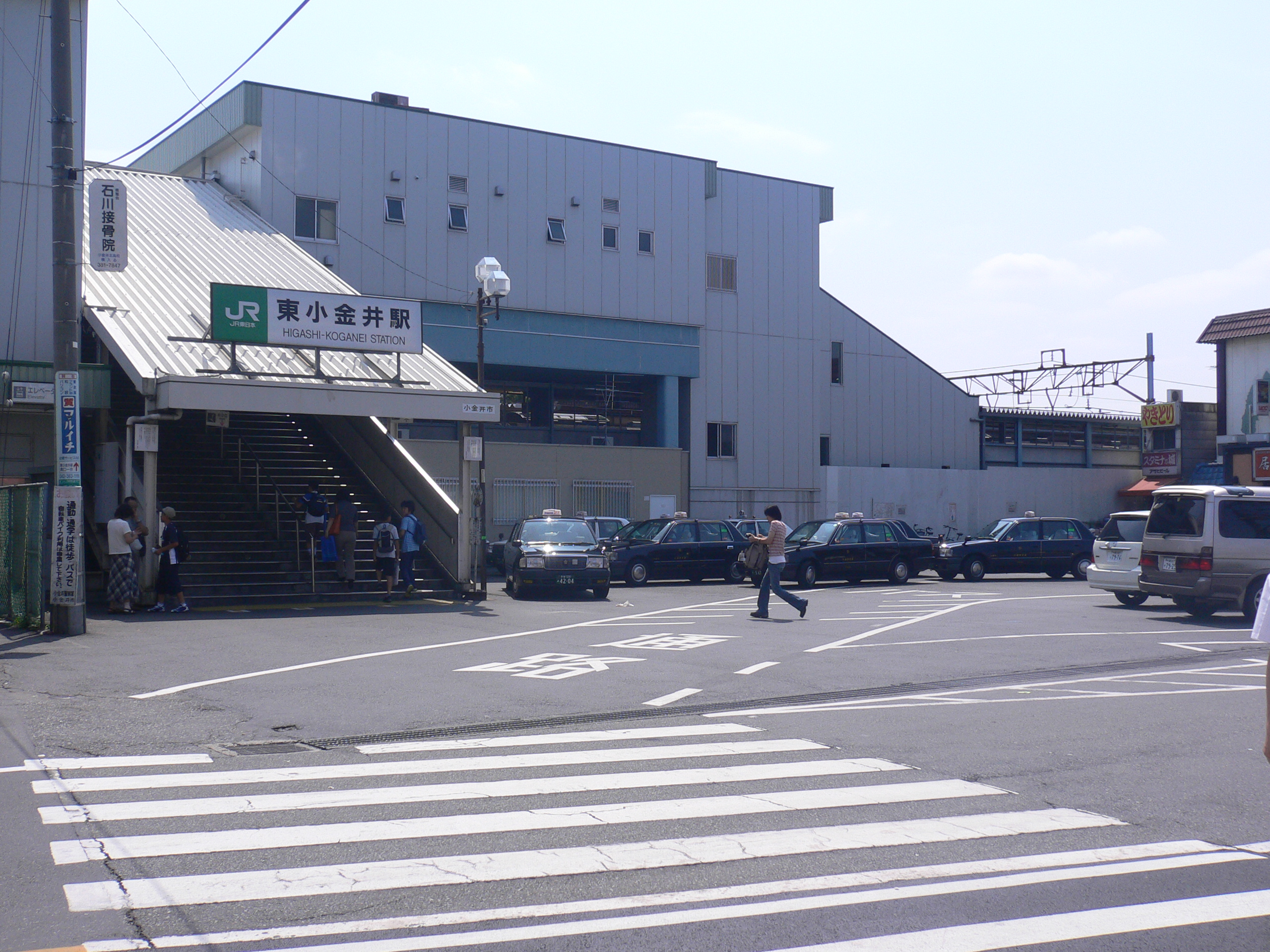
旧駅舎（2005年8月）

## 駅構造
下り方面が単式ホーム1面1線、上り方面が島式ホーム1面2線、計2面3線のホームを有する高架駅である。
地上時代は橋上駅舎で、相対式ホーム2面2線を有していた。かつて当駅西側に改札を新設するよう請願もあったものの実現しないまま高架化に至ったが、2014年1月27日にnonowa東小金井およびnonowa口改札開業に伴い、実現された。ただし、nonowa口はSuica等のICカード乗車券専用改札で、改札口付近には千円紙幣のみ利用可能なチャージ機が設置されている。
開業した頃は、武蔵境寄りに自動車を積み下ろしするための設備が設けられていた。
JR中央線コミュニティデザインによる業務委託駅で、立川統括センターが当駅を管理している。多機能券売機・指定席券売機・自動改札機が設置されている。みどりの窓口は2018年6月30日をもって営業を終了した。また、中央改札にはお客さまサポートコールシステムが導入されており、早朝は遠隔対応のため改札係員は不在となる。

### のりば
| 番線 | 路線   | 方向 | 行先                   |
| ---- | ------ | ---- | ---------------------- |
| 1    | 中央線 | 上り | 三鷹・新宿・東京方面   |
| 2    | 中央線 |      |                        |
| 3    | 中央線 | 下り | 立川・八王子・高尾方面 |

（出典：JR東日本:駅構内図）
2番線は両方向の進入・出発に対応している。そのため、実際の案内標には路線名しか記載されていない。上りの一部に、当駅で通勤特快（※平日朝のみ）・特急列車の通過待ちを行う列車が設定されている。また、2012年3月17日ダイヤ改正より朝の上り列車が1番線・2番線ホームから交互に発車しているほか、平日11時02分快速東京行き（通過待ちがあるかは不明）、平日夕方の18時11分発は通過待ちを行わないが2番線に発着している。（通常は通過待ちをしないが、臨時列車ダイヤが設定されている為、2番線に発着している。）
なお、2番線については2022年現在は12両化工事の影響で、下り方面に信号機がないため、下り電車の待避や高尾方面への折り返し運転はできなくなっている。
1・2番線からの電車は深夜の三鷹行き2本以外全て快速電車である。
JR中央線は、2020年代前半（2021年度以降の向こう5年以内）をめどに2階建てグリーン車を2両連結し12両編成運転を行う。そのため、当駅はホームの12両編成対応への改築工事などが実施され、2024年10月12日までに12両編成対応のホームの延伸を完了し、翌日10月13日より快速電車における12両編成の運転が開始された。

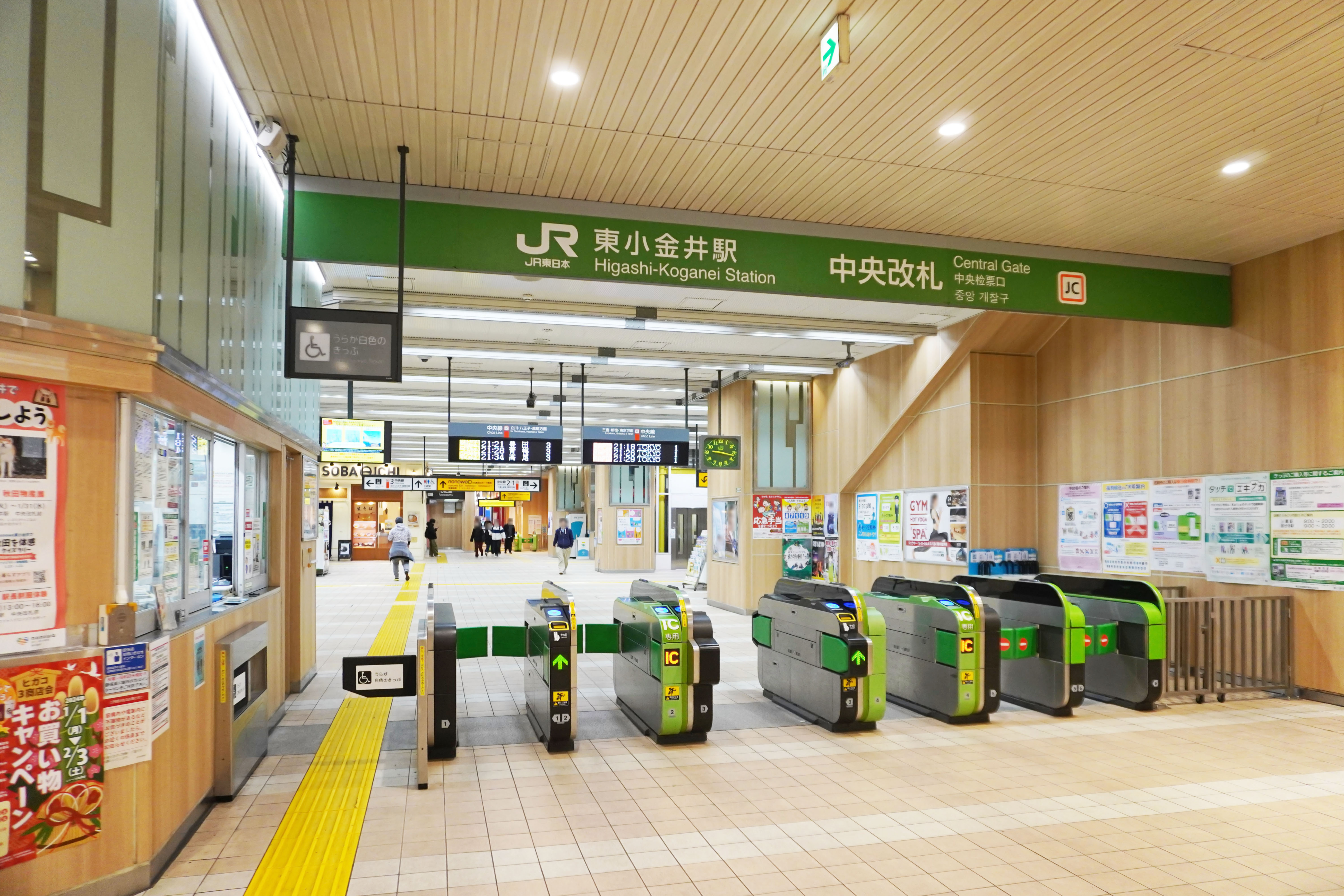
中央改札（2024年1月）
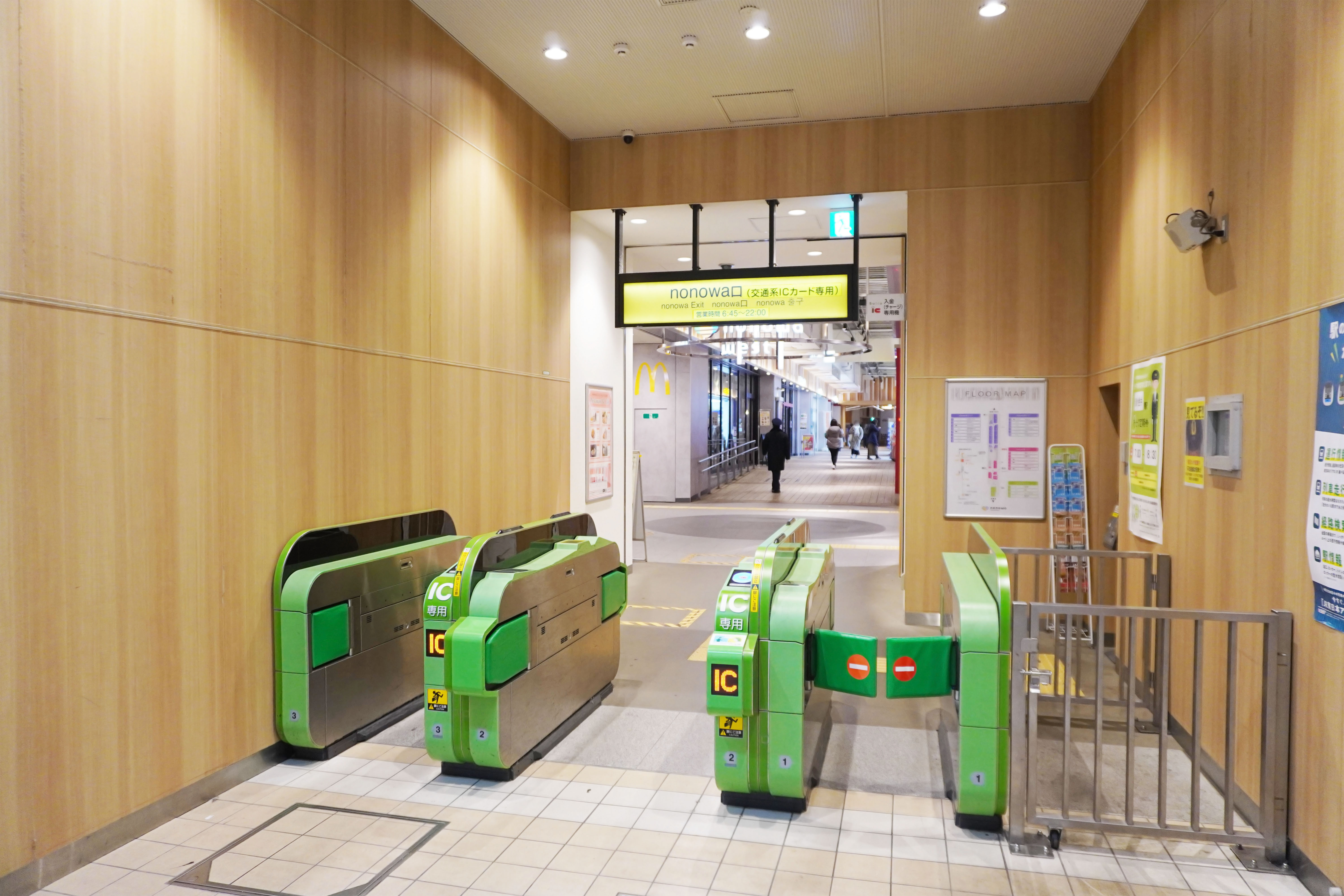
nonowa口改札（2024年1月）
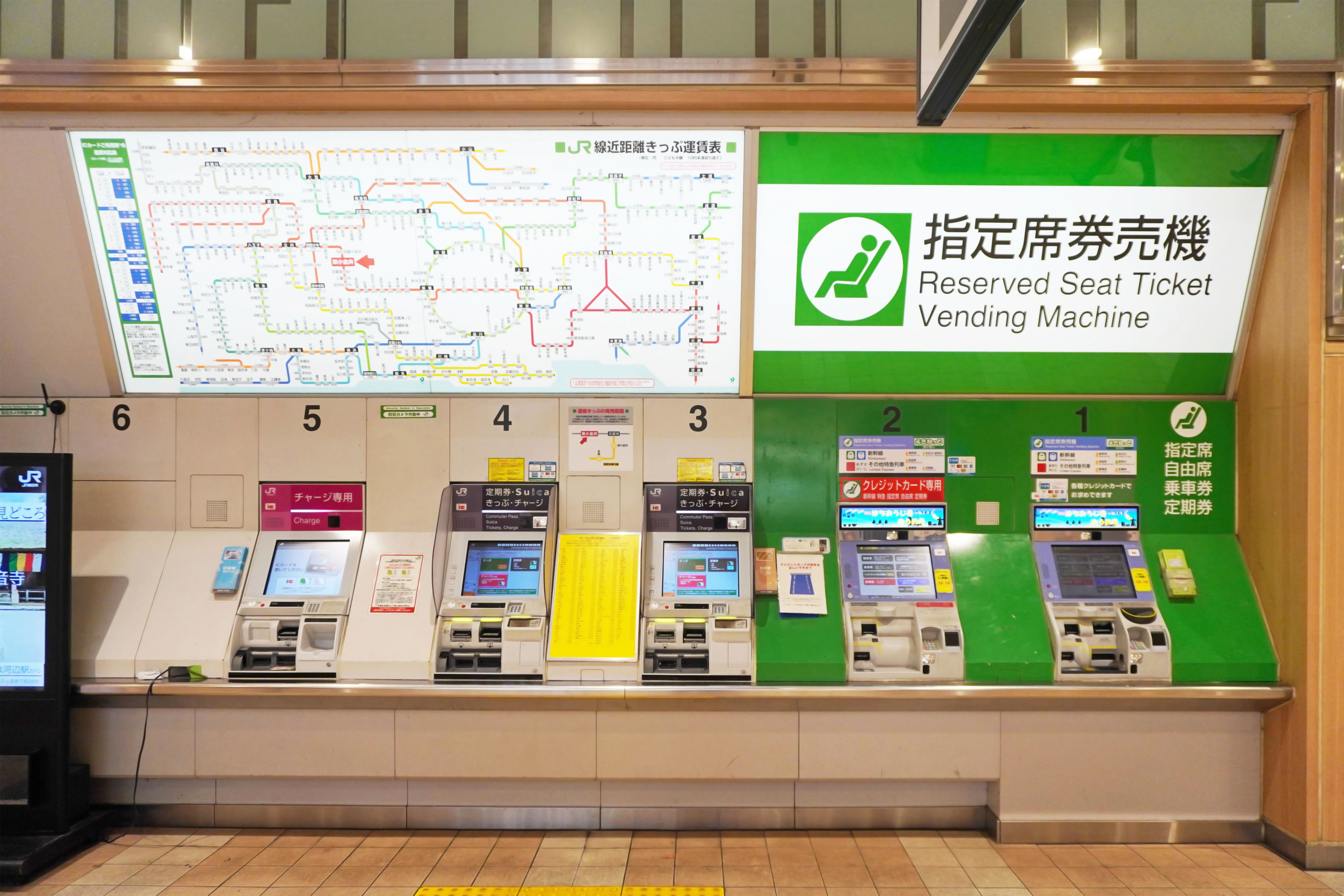
切符売り場（2024年1月）
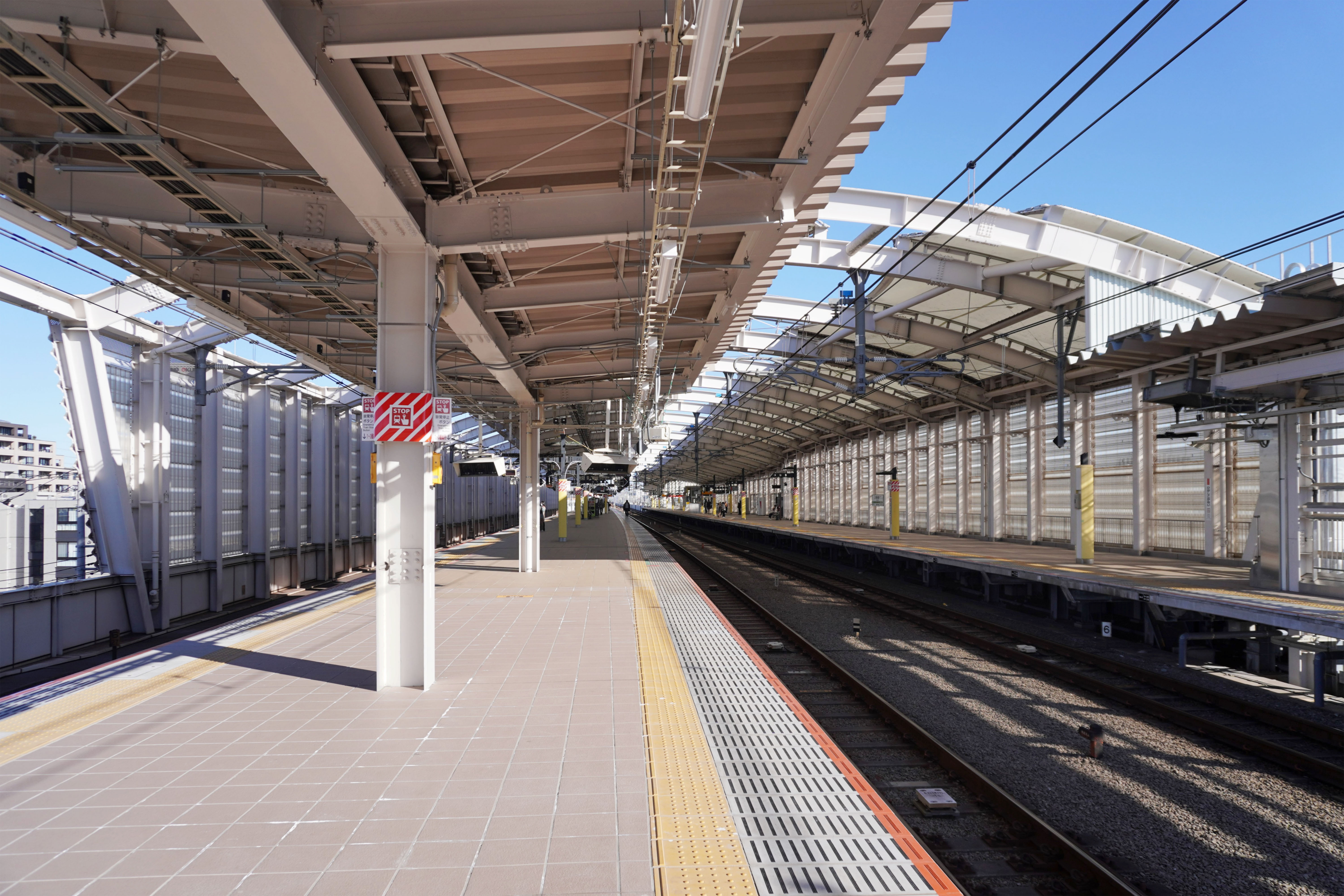
ホーム（2024年1月）

## 利用状況
2023年度（令和5年度）の1日平均乗車人員は29,030人である。
1990年度（平成2年度）以降の1日平均乗車人員の推移は下記の通り。
| 年度               | 1日平均 乗車人員 | 出典     |
| ------------------ | ---------------- | -------- |
| 1990年（平成02年） | 21,953           | [ * 1 ]  |
| 1991年（平成03年） | 22,680           | [ * 2 ]  |
| 1992年（平成04年） | 24,682           | [ * 3 ]  |
| 1993年（平成05年） | 25,016           | [ * 4 ]  |
| 1994年（平成06年） | 24,748           | [ * 5 ]  |
| 1995年（平成07年） | 24,839           | [ * 6 ]  |
| 1996年（平成08年） | 25,411           | [ * 7 ]  |
| 1997年（平成09年） | 25,278           | [ * 8 ]  |
| 1998年（平成10年） | 25,318           | [ * 9 ]  |
| 1999年（平成11年） | 25,932           | [ * 10 ] |
| 2000年（平成12年） | 26,710           | [ * 11 ] |
| 2001年（平成13年） | 26,962           | [ * 12 ] |
| 2002年（平成14年） | 27,323           | [ * 13 ] |
| 2003年（平成15年） | 27,807           | [ * 14 ] |
| 2004年（平成16年） | 27,934           | [ * 15 ] |
| 2005年（平成17年） | 28,130           | [ * 16 ] |
| 2006年（平成18年） | 28,108           | [ * 17 ] |
| 2007年（平成19年） | 28,676           | [ * 18 ] |
| 2008年（平成20年） | 28,337           | [ * 19 ] |
| 2009年（平成21年） | 27,893           | [ * 20 ] |
| 2010年（平成22年） | 27,821           | [ * 21 ] |
| 2011年（平成23年） | 27,535           | [ * 22 ] |
| 2012年（平成24年） | 27,974           | [ * 23 ] |
| 2013年（平成25年） | 28,908           | [ * 24 ] |
| 2014年（平成26年） | 29,088           | [ * 25 ] |
| 2015年（平成27年） | 30,039           | [ * 26 ] |
| 2016年（平成28年） | 30,502           | [ * 27 ] |
| 2017年（平成29年） | 31,093           | [ * 28 ] |
| 2018年（平成30年） | 31,553           | [ * 29 ] |
| 2019年（令和元年） | 31,758           | [ * 30 ] |
| 2020年（令和02年） | 21,768           |          |
| 2021年（令和03年） | 24,186           |          |
| 2022年（令和04年） | 27,605           |          |
| 2023年（令和05年） | 29,030           |          |

## 高架化工事に伴う線路切り替えについて
2003年9月に線路を切り替えた際、上り線のみ北に移動させたため駅西側を通る東大通り（都道247号）の東町踏切では横断距離も遮断時間も長くなり、駅構内を自転車で通過する高校生が増えるなど、開かずの踏切として社会問題となった。また、橋上駅舎の自転車通行に対応するため、エレベーターは南口・北口ともに2基ずつ、合計で4基並べて設置されていた。その後、踏切の横断距離は元に戻り、南口閉鎖と地下通路新設により駅舎内の自転車通行は減少したが、駅構内の「自転車は降りて引いてください」の掲示はそのまま残されている。また、地下通路用のエレベーターが南口・北口に各1基ずつ設置されていた。
南口には小規模な商店街が形成されている。北口は中央線高架化工事終了後を見据えた土地区画整理事業および駅前整備事業が進められている。
中央線高架化工事の進行に伴い、2006年3月13日より南口が閉鎖されたため、駅の南側へ行くには北口から新設の地下通路を通る必要があり、歩く時間が長くなった。
2007年6月30日から7月1日にかけて下り線で高架切り替え工事が実施された。この切り替えにより橋上駅舎の改札口が廃止され、上下線で別々の改札口を持つ形態となった（前述の北口2連エレベーターは使用停止となった）。下り線は本設となる高架下改札口を使用し、上り線はホーム脇に設置される地平の仮設改札口を使用するが、下り線は南口・上り線は北口にしか接続しないため、南北相互の連絡は改札外の地下通路か東町踏切に頼ることとなった。
東町踏切は以前は南北往来が歩行者・自転車のみ可能で、自動車およびオートバイは北方面から南方面にのみの一方通行になっていたが、2012年に工事が終了し自動車およびオートバイの南北往来が可能になった。
上下線分離となることから、上り線用の仮設駅舎にも一通りの設備を設ける必要があるが、トイレは橋上駅舎のものを引き続き使用した。このため、改札もホームも地平にありながらトイレだけが2階にあり、アクセス用に階段・エレベーター各1本が残る形となった。
2008年12月以降、北口では高架化工事終了後を見据えた整備事業の一つである、東大通りの道路拡張工事のための土地接収および居住住民の退去などが少しずつ進んでいる。
2009年12月5日から6日にかけて、上り線の高架切り替え工事が行われ、上下線とも高架化を完了した。
2011年2月、引き続き上り線側壁工事や旧南北地下自由通路埋め戻し工事などが行われ、完了した。
2014年1月27日、この事業に伴い生まれた高架下空間を活用する中央ラインモール構想に基づき、西口改札（nonowa口）工事およびnonowa東小金井が開業した。JR東日本グループの株式会社JR中央ラインモールが運営を行っている。同年7月17日には、nonowa東小金井の別館として、HIGAKO marcheが開業した。
2017年3月16日に北口の駅前広場交通ロータリーが開業した。
駅周辺の南北往来は東大通り（全て可）、駅改札通路（歩行者）、駅改札通路外南北通路（歩行者・自転車）で可能である。

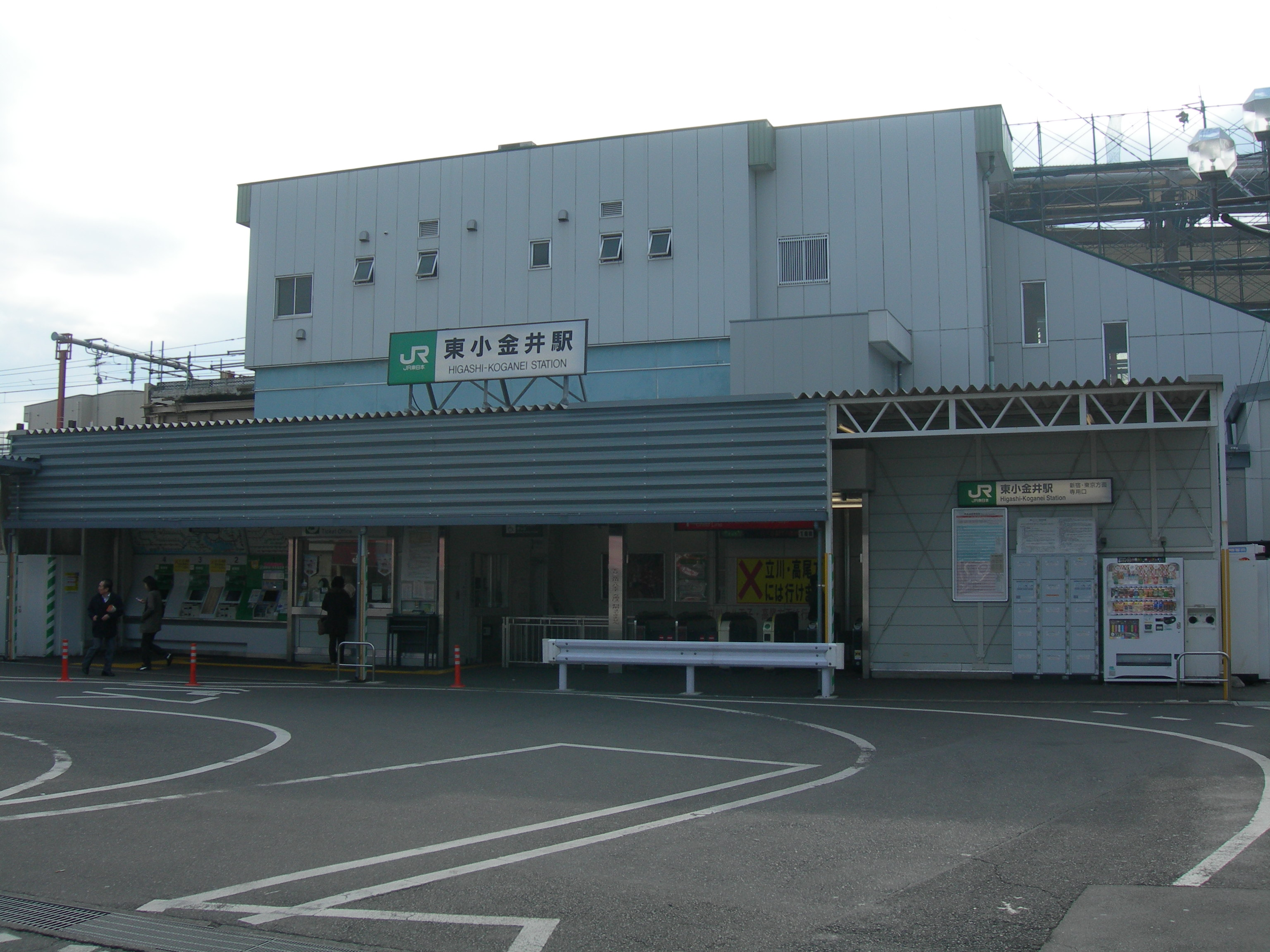
2009年12月5日まで使用された上り線用の仮設駅舎（北口）
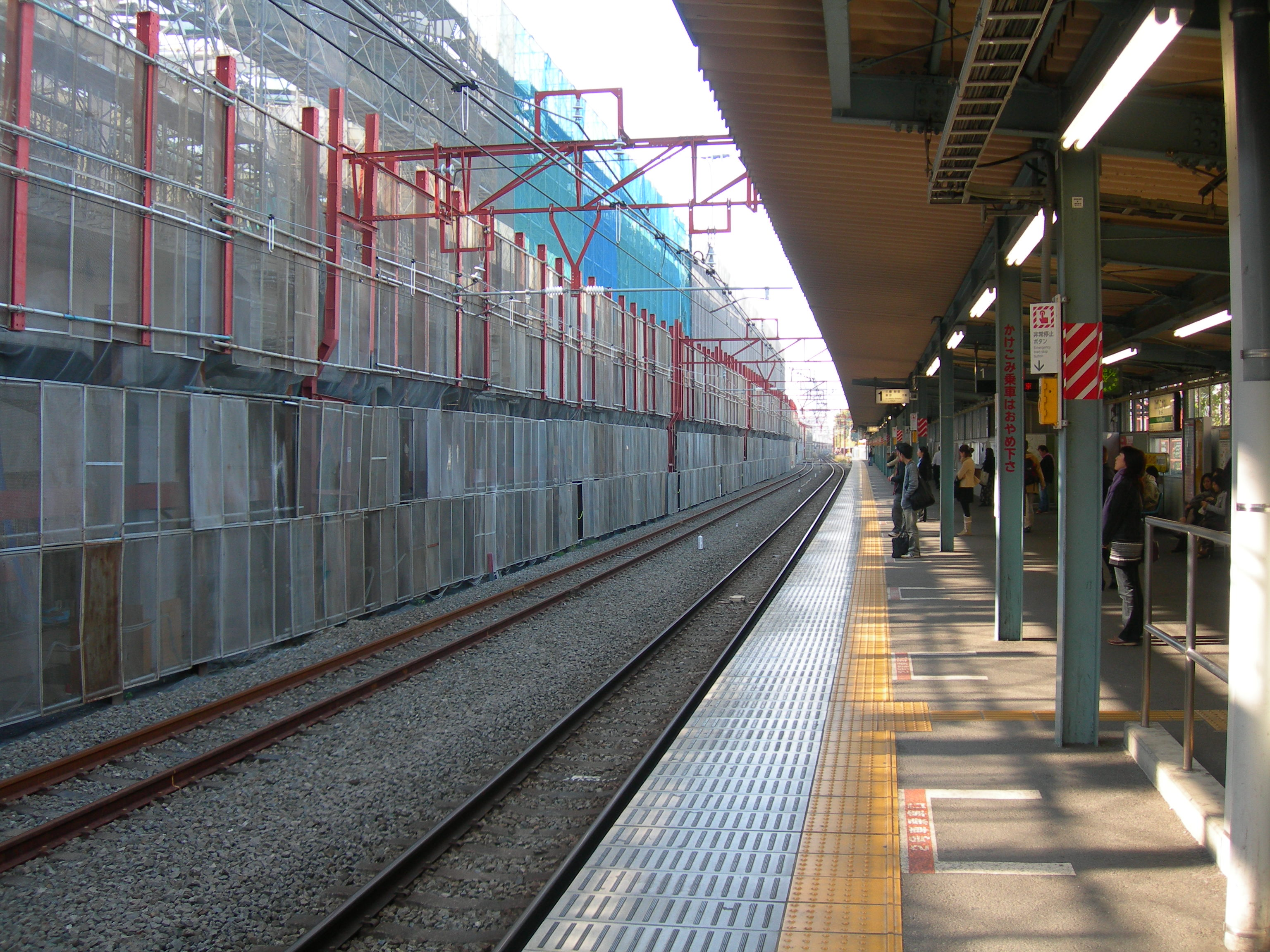
上り用の仮設ホーム
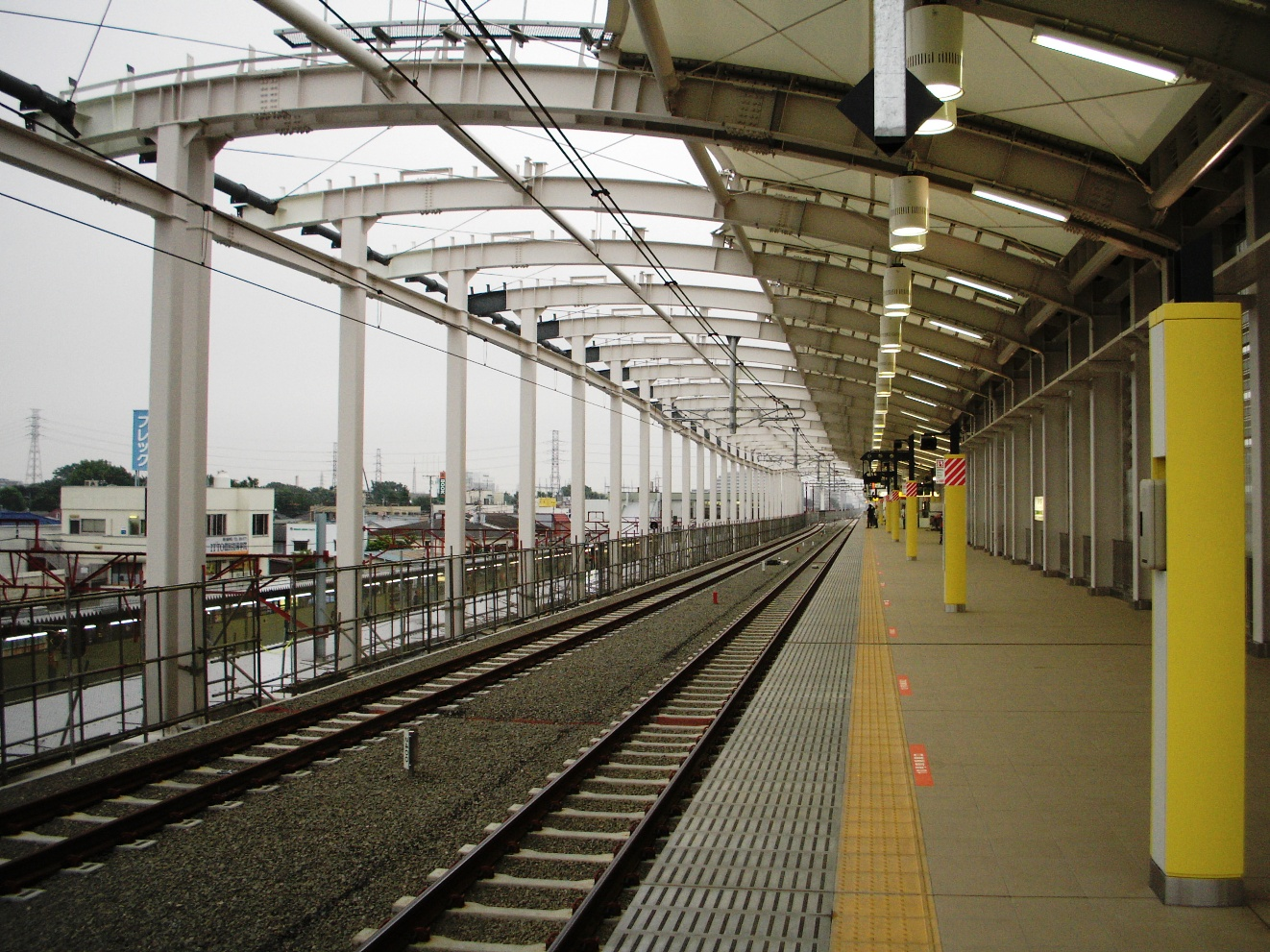
高架化直後の下りホーム

## 駅周辺
駅周辺に大型の商業施設が無く、周辺の他駅と比べてかなり閑散としている。駅のロータリーから50mほどの場所には畑があるなど、空き地も目立っている。武蔵野市や国立市と併せて、油そばの発祥の地と呼ばれるエリアの一つである。大学のキャンパスが多く点在しており、閑静な住宅街と学生街との二面性を併せ持つ街である。駅南口にある日本歯科大学グラウンドでは毎年盆踊り大会が開催される。東京都立小金井公園や同園内にある江戸東京たてもの園まではコミュニティバスで10分程である。
高架対応実施前は、当駅北側に高架複々線工事早期着工を請願する「多摩の福福」とキャッチコピーが表記された招き猫の看板が存在した。
2014年年11月1日には当駅周辺の高架下で「ののみちヒガコ東・西」のまちびらきが行われ、武蔵境駅 - 当駅間の高架下空間が一体となった。なお、武蔵境駅の高架下を活用した「ののみち サカイ西」は、2014年4月より順次店舗や施設の開業が行われた。
地元では、当駅名ならびに駅周辺地域を「ヒガコ」と称すことがある。

### 北口
2020年2月から駅前のロータリーに屋根が設置された。
- 東日本旅客鉄道 武蔵境交流変電所
- 東京都水道局 梶野浄水所
- 小金井市婦人会館
- 法政大学 小金井キャンパス
- 亜細亜大学
- 東京電機大学中学・高等学校
- 東京都立小金井北高等学校
- 武蔵野東中学校
- 小金井市立小金井第三小学校
- 小金井市立緑小学校
- 小金井市立緑中学校
- 小金井市立けやき保育園
- 東京都立小金井公園
  - 江戸東京たてもの園
- 浴恩館公園（小金井市文化財センター）
- 梶野公園
- 小金井カントリークラブ
- スタジオジブリ（アニメ制作会社）
- イーゼル芸術工房（東京オフィス&ギャラリー）
- マルエツ 東小金井駅北口店
- トモズ 東小金井店
- 西松屋 小金井緑町店
- パピスプラザ
  - ゼクシズ（アニメ制作会社）
  - フィール（アニメ制作会社）
  - Assez Finaud Fabric.（アニメ制作会社）

### 南口
- マロンホール（東小金井駅開設記念会館）- 南口から徒歩5分の場所にある。当駅を創設した小金井市民が、その歴史を後世に伝えようと建設した民間施設だったが、管理上の問題で土地建物が市に移管され、2005年（平成17年）10月1日に「マロンホール」の愛称を付してリニューアルオープンした。「マロン」の名は、当地の旧字名「栗山」に因む。
- 東京農工大学 小金井キャンパス
- 国際基督教大学
- ルーテル学院大学
- 東京神学大学
- 社会医学技術学院
- 国際基督教大学高等学校
- 小金井市立東小学校
  - 小金井市教職員研修センター
- 小金井市立東中学校
- 小金井市立くりのみ保育園
- 東京都立武蔵野公園
- 東京都立野川公園
- 栗山公園
  - 栗山公園健康運動センター
- 日本歯科大学付属口腔リハビリテーション 多摩クリニック
- 武蔵野中央病院
- 東小金井駅前郵便局
- 昭和信用金庫 東小金井支店
- 多磨霊園
- 府中運転免許試験場 - 試験場へのバスは隣の武蔵小金井駅、三鷹駅に発着。
- 新小金井駅（西武多摩川線） - 連絡駅ではないが、事故時には振替輸送が行われることがある。
- ピーコックストア 東小金井店
  - セリア 東小金井店
- 商店街シェアスペースひがこ日和（旧小金井タウンショップ黄金や）

## バス路線
北口広場に以下の路線が発着する。
| 運行事業者   | 停留所名       | 系統・行先                                              |
| ------------ | -------------- | ------------------------------------------------------- |
| 京王電鉄バス | 東小金井駅     | - 東01・東02：関野橋循環 - 武03・武04：武蔵小金井駅北口 |
| CoCoバス     | 東小金井駅     | - 北東部循環：武蔵小金井駅北口 - 東町循環：東小金井駅   |
| ムーバス     | 東小金井駅北口 | 境・東小金井線：武蔵境駅北口                            |

## 隣の駅
東日本旅客鉄道（JR東日本）
 中央線
■特別快速「ホリデー快速おくたま」・■通勤特快・■中央特快・■青梅特快・■通勤快速
通過
■快速（三鷹発着の「各駅停車」を含む）
武蔵境駅 (JC 13) - 東小金井駅 (JC 14) - 武蔵小金井駅 (JC 15)

### 記事本文

##### 報道発表資料
1. ↑  “Suicaご利用可能エリアマップ（2001年11月18日当初）” (PDF).   東日本旅客鉄道. 2019年7月27日時点のオリジナルよりアーカイブ。2020年4月27日閲覧。
2. ↑  『中央線高架化工事に伴う列車の運休等について』（PDF）（プレスリリース）東日本旅客鉄道八王子支社、2007年4月18日。オリジナルの2020年8月27日時点におけるアーカイブ。2020年8月27日閲覧。
3. ↑  『中央線高架化工事に伴う列車の運休等について』（PDF）（プレスリリース）東日本旅客鉄道八王子支社、2009年9月18日。オリジナルの2020年8月27日時点におけるアーカイブ。2020年8月27日閲覧。
4. 1 2 3 4 5 6  『中央ラインモールプロジェクト 「nonowa東小金井」開業!』（PDF）（プレスリリース）東日本旅客鉄道八王子支社／JR中央ラインモール、2013年11月14日。オリジナルの2016年4月27日時点におけるアーカイブ。2020年4月21日閲覧。
5. 1 2  『nonowa東小金井 生鮮食料品館 『HIGAKO marche（ヒガコマルシェ）』 7月17日（木）10時開業!』（PDF）（プレスリリース）JR中央ラインモール、2014年6月25日。オリジナルの2020年6月13日時点におけるアーカイブ。2020年6月14日閲覧。
6. ↑  『「nonowa国立」第1期 2015年4月18日（土）開業』（PDF）（プレスリリース）東日本旅客鉄道八王子支社／JR中央ラインモール、2015年3月16日、2頁。オリジナルの2020年4月12日時点におけるアーカイブ。2020年4月21日閲覧。
7. ↑  『nonowa東小金井 WEST が生まれ変わります!! 2021年7月30日（金）第1期リニューアルオープン』（PDF）（プレスリリース）JR中央線コミュニティデザイン、2021年7月13日。オリジナルの2024年6月22日時点におけるアーカイブ。2024年6月22日閲覧。
8. ↑  『中央快速線等へのグリーン車サービスの導入について』（PDF）（プレスリリース）東日本旅客鉄道、2015年2月4日。オリジナルの2019年9月24日時点におけるアーカイブ。2020年4月21日閲覧。
9. ↑  『緑×人×街 つながる 中央ラインモールプロジェクト 駅と駅がつながります ～武蔵境・東小金井駅間 高架下空間「ののみち」まちびらき～』（PDF）（プレスリリース）東日本旅客鉄道八王子支社／JR中央ラインモール、2014年10月17日。オリジナルの2020年6月13日時点におけるアーカイブ。2020年6月14日閲覧。
10. ↑  『武蔵境駅西側高架下街区「ののみち サカイ西」2014年4月より順次開業 ～約1kmの高架下がつながります～』（PDF）（プレスリリース）JR中央ラインモール、2014年3月18日。オリジナルの2020年6月13日時点におけるアーカイブ。2020年6月14日閲覧。

##### 新聞記事
1. ↑  “（各駅停話）東小金井駅 日本初の請願駅”. 朝日新聞 (朝日新聞社). (2014年2月21日).  オリジナルの2020年5月17日時点におけるアーカイブ。 2020年5月17日閲覧。
2. ↑  福岡範行(2013年11月15日). “JR東小金井駅 高架下に商業施設 来年1月オープン”. 東京新聞 (中日新聞社)
3. ↑  “JR東日本、中央線のグリーン車計画を延期”. 産経新聞. (2017年3月24日).  オリジナルの2017年3月24日時点におけるアーカイブ。 2020年11月29日閲覧。

### 利用状況
1. ↑  東京都統計年鑑 - 東京都
2. ↑  市勢統計書「こがねいのとうけい」 - 小金井市

JR東日本の2000年度以降の乗車人員
1. ↑  各駅の乗車人員（2000年度） - JR東日本
2. ↑  各駅の乗車人員（2001年度） -JR東日本
3. ↑  各駅の乗車人員（2002年度） - JR東日本
4. ↑  各駅の乗車人員（2003年度） - JR東日本
5. ↑  各駅の乗車人員（2004年度） - JR東日本
6. ↑  各駅の乗車人員（2005年度） - JR東日本
7. ↑  各駅の乗車人員（2006年度） - JR東日本
8. ↑  各駅の乗車人員（2007年度） - JR東日本
9. ↑  各駅の乗車人員（2008年度） - JR東日本
10. ↑  各駅の乗車人員（2009年度） - JR東日本
11. ↑  各駅の乗車人員（2010年度） - JR東日本
12. ↑  各駅の乗車人員（2011年度） - JR東日本
13. ↑  各駅の乗車人員（2012年度） - JR東日本
14. ↑  各駅の乗車人員（2013年度） - JR東日本
15. ↑  各駅の乗車人員（2014年度） - JR東日本
16. ↑  各駅の乗車人員（2015年度） - JR東日本
17. ↑  各駅の乗車人員（2016年度） - JR東日本
18. ↑  各駅の乗車人員（2017年度） - JR東日本
19. ↑  各駅の乗車人員（2018年度） - JR東日本
20. ↑  各駅の乗車人員（2019年度） - JR東日本
21. ↑  各駅の乗車人員（2020年度） - JR東日本
22. ↑  各駅の乗車人員（2021年度） - JR東日本
23. ↑  各駅の乗車人員（2022年度） - JR東日本
24. ↑  各駅の乗車人員（2023年度） - JR東日本

東京都統計年鑑
1. ↑  東京都統計年鑑（平成2年）
2. ↑  東京都統計年鑑（平成3年）
3. ↑  東京都統計年鑑（平成4年）
4. ↑  東京都統計年鑑（平成5年）
5. ↑  東京都統計年鑑（平成6年）
6. ↑  東京都統計年鑑（平成7年）
7. ↑  東京都統計年鑑（平成8年）
8. ↑  東京都統計年鑑（平成9年）
9. ↑  東京都統計年鑑（平成10年） (PDF)
10. ↑  東京都統計年鑑（平成11年） (PDF)
11. ↑  東京都統計年鑑（平成12年）
12. ↑  東京都統計年鑑（平成13年）
13. ↑  東京都統計年鑑（平成14年）
14. ↑  東京都統計年鑑（平成15年）
15. ↑  東京都統計年鑑（平成16年）
16. ↑  東京都統計年鑑（平成17年）
17. ↑  東京都統計年鑑（平成18年）
18. ↑  東京都統計年鑑（平成19年）
19. ↑  東京都統計年鑑（平成20年）
20. ↑  東京都統計年鑑（平成21年）
21. ↑  東京都統計年鑑（平成22年）
22. ↑  東京都統計年鑑（平成23年）
23. ↑  東京都統計年鑑（平成24年）
24. ↑  東京都統計年鑑（平成25年）
25. ↑  東京都統計年鑑（平成26年）
26. ↑  東京都統計年鑑（平成27年）
27. ↑  東京都統計年鑑（平成28年）
28. ↑  東京都統計年鑑（平成29年）
29. ↑  東京都統計年鑑（平成30年）
30. ↑  東京都統計年鑑（平成31年・令和元年）